# IntelliSense
IntelliSense es la función de autocompletado usada en el entorno de desarrollo integrado Microsoft Visual Studio y también en el editor de código fuente Visual Studio Code. Además de completar nombres en el código que el programador está escribiendo, IntelliSense sirve también como documentación y para la desambiguación de nombres de variables, funciones y métodos cuando se usa reflexión.